# قرية الدرمة (مناخة)

تعديل مصدري - تعديل

قرية الدرمة هي إحدى قرى عزلة هوزان بمديرية مناخة التابعة لمحافظة صنعاء، بلغ تعداد سكانها 56 نسمة حسب تعداد اليمن لعام 2004.